# سفید کوچک جنوبی
سفید کوچک جنوبی (نام علمی: Pieris mannii) گونه‌ای پروانه است که در تیره کاهی‌بالان و سرده پروانه‌های سپیدباغی قرار دارد.

## ظاهر
- پهنای بال: ۲۰ تا ۲۳ میلی‌متر
- رنگ:سفید

## دوره زندگی و پرواز
- مارس تا اکتبر

## زیستگاه
- جنوب اروپا، مراکش، سوریه و آسیای کوچک.